# Zdzisław Deutschman
Zdzisław Deutschman (ur. 28 maja 1913 we Wrocławiu, zm. 23 marca 1994 w Warszawie) – polski inżynier i działacz państwowy, w latach 1976–1982 wiceprezes Urzędu Gospodarki Materiałowej (w randze wiceministra). 
Z wykształcenia był inżynierem i ekonomistą. Od kwietnia 1976 do lutego 1982 pełnił obowiązki wiceprezesa Urzędu Gospodarki Materiałowej. 
Pochowany na cmentarzu ewangelicko-augsburskim przy ulicy Młynarskiej (aleja 62, grób 48).

## Odznaczenia
- Medal „Za zasługi dla obronności kraju” (1976)[2]